# کویکیلی
کویکیلی (انگلیسی: Koikili؛ زادهٔ ۲۳ دسامبر ۱۹۸۰) بازیکن فوتبال اهل اسپانیا است.
از باشگاه‌هایی که در آن بازی کرده‌است می‌توان به باشگاه فوتبال اتلتیک بیلبائو و باشگاه فوتبال میراندس اشاره کرد.